# Congregación hebrea de Belfast
La Congregación hebrea de Belfast  (en inglés: Belfast Hebrew Congregation) es una sinagoga y comunidad judía en Belfast, Irlanda del Norte. La comunidad sigue el ritual asquenazí ortodoxo. Sus miembros ha fluctuado de 78 en 1900, a aproximadamente 1500 durante la Segunda Guerra Mundial, a alrededor de 375 después de la Segunda Guerra Mundial, y 200 en 1999.
Establecida en 1870, los dos primeros "ministros" (rabinos) fueron  Joseph Chotzner (en servicio de 1870 a 1880 y 1892 a 1897) y J. E. Myers.